# Kapellbrücke
Le pont dit Kapellbrücke (plus connu en français sous le nom de « pont de Lucerne ») est un pont de bois et une attraction touristique majeure de la ville de Lucerne en Suisse. Ce pont couvert médiéval est, avec le Cervin, l'un des sujets les plus photographiés en Suisse.
Le nom de Kapellbrücke (pont de la chapelle) s'explique par la proximité de la chapelle Saint-Pierre. Construit en 1333, il est reconstruit en 1994 après un incendie.

## Situation
Il traverse l'embouchure de la Reuss dans le lac des Quatre-Cantons sur une longueur de 204 mètres.

## Histoire

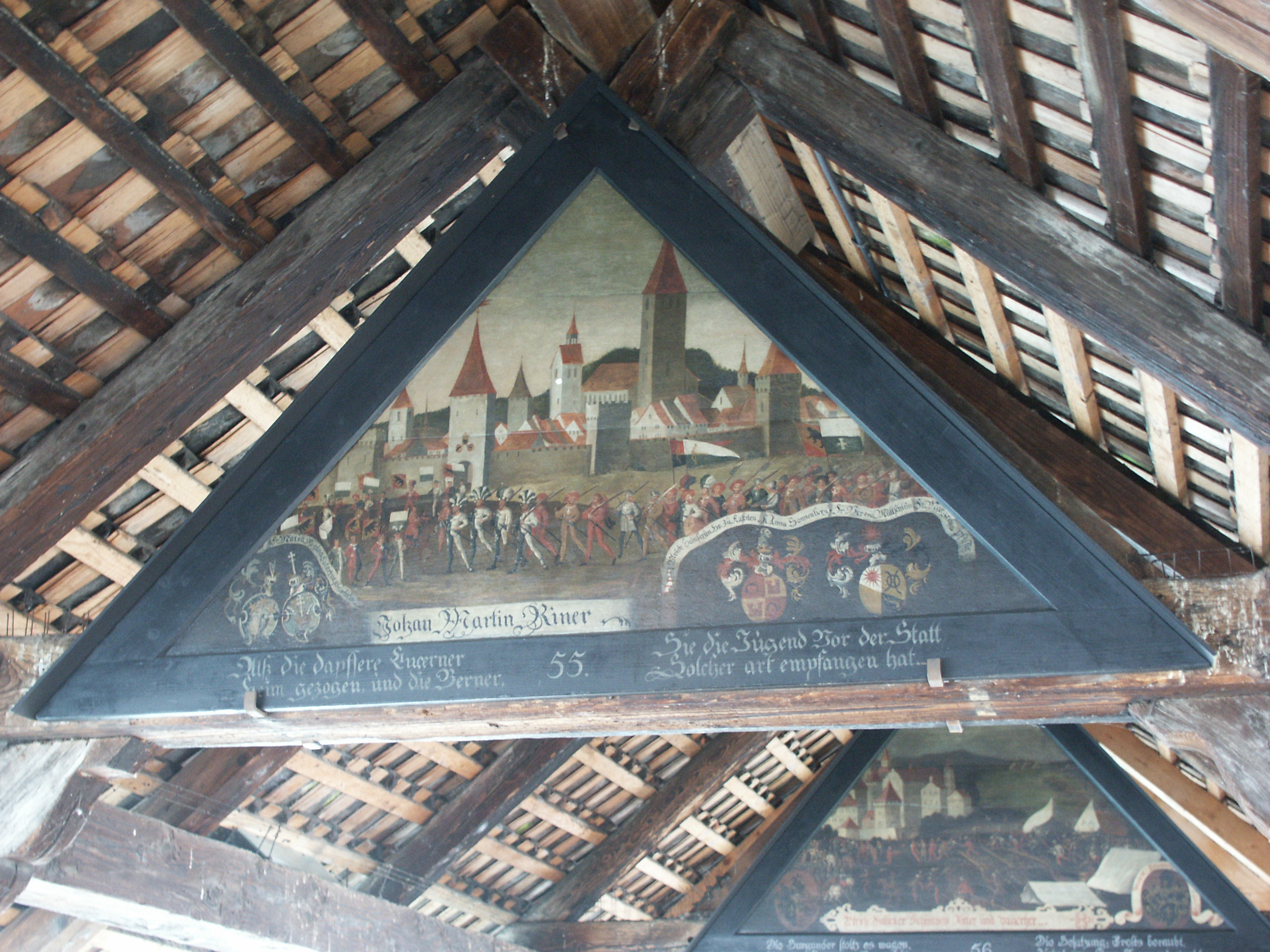
Le tableau n° 55. Les confédérés lucernois reviennent dans leur cité aux côtés des Bernois.

Le Kapellbrücke était le plus ancien,,,, et, après celui de Bad Säckingen, le plus long pont couvert en bois d'Europe.  
On pense que le bois utilisé provient de crues importantes qui ont eu lieu sur la région du Pilatus et qui avaient emporté les matériaux jusque dans la ville. Le pont figure dans la chronique d'Etterlin en 1507 ce qui permet d'avoir une estimation de sa forme à l'époque.
Le pont était au départ encore plus long qu'aujourd'hui et reliait également la Peterskapelle et la Hofkirche. En 1741, la crue de la rivière Krienbach endommagea quatre piliers du pont. Affaibli, l'ouvrage s'était en partie effondré. En 1835, il fut également raccourci. En 1869, le pont faillit être détruit à la suite d'une demande au gouvernement qui visait à limiter les risques d'inondation. Les initiateurs du projet invoquèrent des problèmes d'écoulement des eaux, engendrés par le pont couvert. Le conseil municipal de la ville réussit à repousser cette demande et conserver ce patrimoine culturel. Le pont a été encore raccourci en 1898 lors de la construction d'un quai sur les rives du lac.
Des panneaux triangulaires, peints à l'huile et datant du XVIIe siècle, étaient visibles dans la charpente de la toiture du pont. Ces tableaux, donnés par les familles bourgeoises de la ville, sont répartis sur toute la longueur du pont et retracent les principaux événements de l'histoire suisse, en glorifiant l'importance politique et économique de Lucerne. Le nombre de ces tableaux (initialement environ 150) a varié au cours du temps, et a encore subi une diminution drastique le 18 août 1993 en raison d'un incendie d'origine inconnue, qui a détruit une grande partie du pont et des tableaux. Un certain nombre d'entre eux ont pu être restitués d'après des illustrations anciennes.
Le spectaculaire incendie du 18 août 1993 provoque la destruction presque totale de l'édifice. Le pont actuel est une reconstruction à l'identique de l'original et a été inauguré le 14 avril 1994. Les travaux ont coûté la somme de 3,4 millions de francs suisses.

## La tour de l'Eau (Wasserturm)
Pour les articles homonymes, voir Tour de l'Eau.
La Wasserturm se trouve au milieu du pont. De forme octogonale, elle mesure 34 mètres de haut et aurait été construite aux alentours de 1300. Elle abrita anciennement les archives et les objets précieux de la ville, mais servit également de prison et de local de torture.